# Oud Beersel
La brasserie Oud Beersel est une petite brasserie située à Beersel en Belgique dans la Province du Brabant flamand. Elle produit surtout des bières de type lambic caractéristiques de la vallée de la Senne comme la gueuze.
Le lambic est brassé chez Boon (Lembeek) selon la recette originale de Oud Beersel. Le brassage est transporté au bâtiment à Beersel pour la fermentation et la maturation au fûts de bois pendant trois années au maximum. Finalement on a coupé la bière lambic et mis en bouteille avec la gueuze comme résultat.

## Histoire
La brasserie a été fondée en 1882 par Henri Vandervelden. Son fils, Louis, puis son petit-fils, prénommé également Henri, lui ont succédé.
Malgré l'aide de son neveu, Danny Draps, Henri Vandervelden a dû fermer la brasserie et le café fin 2002. L'orgue mécanique du XIXe siècle qui faisait la fierté du café a été vendu. Les 25 000 litres restant en stock ont été rachetés par Boon et Drie Fonteinen et commercialisés en gardant la marque Oud Beersel.

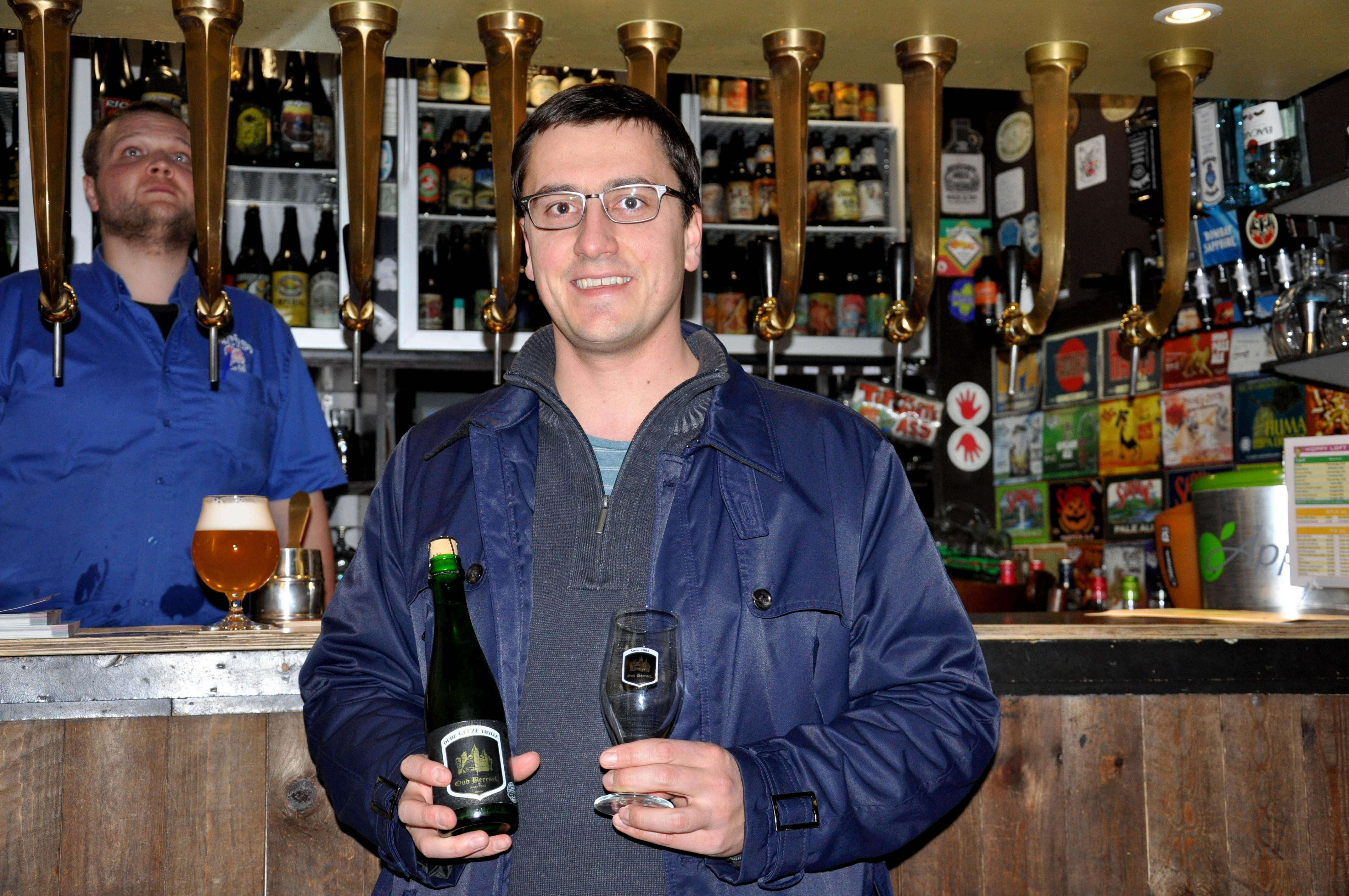
Gert Christiaens en 2012.

Deux jeunes brasseurs, Gert Christiaens et Roland De Bus, ont rouvert la brasserie fin 2005. Ils ont la chance de pouvoir profiter des conseils avisés d'Henri Vandervelden. Les premières gueuzes de leur production ont été disponibles au printemps 2007. Entre-temps ils ont lancé sur le marché une bière triple, la Bersalis, qui est brassée pour eux par la brasserie Huyghe. Peu de temps après Roland De Bus a quitté la brasserie, alors Gert Christiaens et devenu le seul propriétaire.

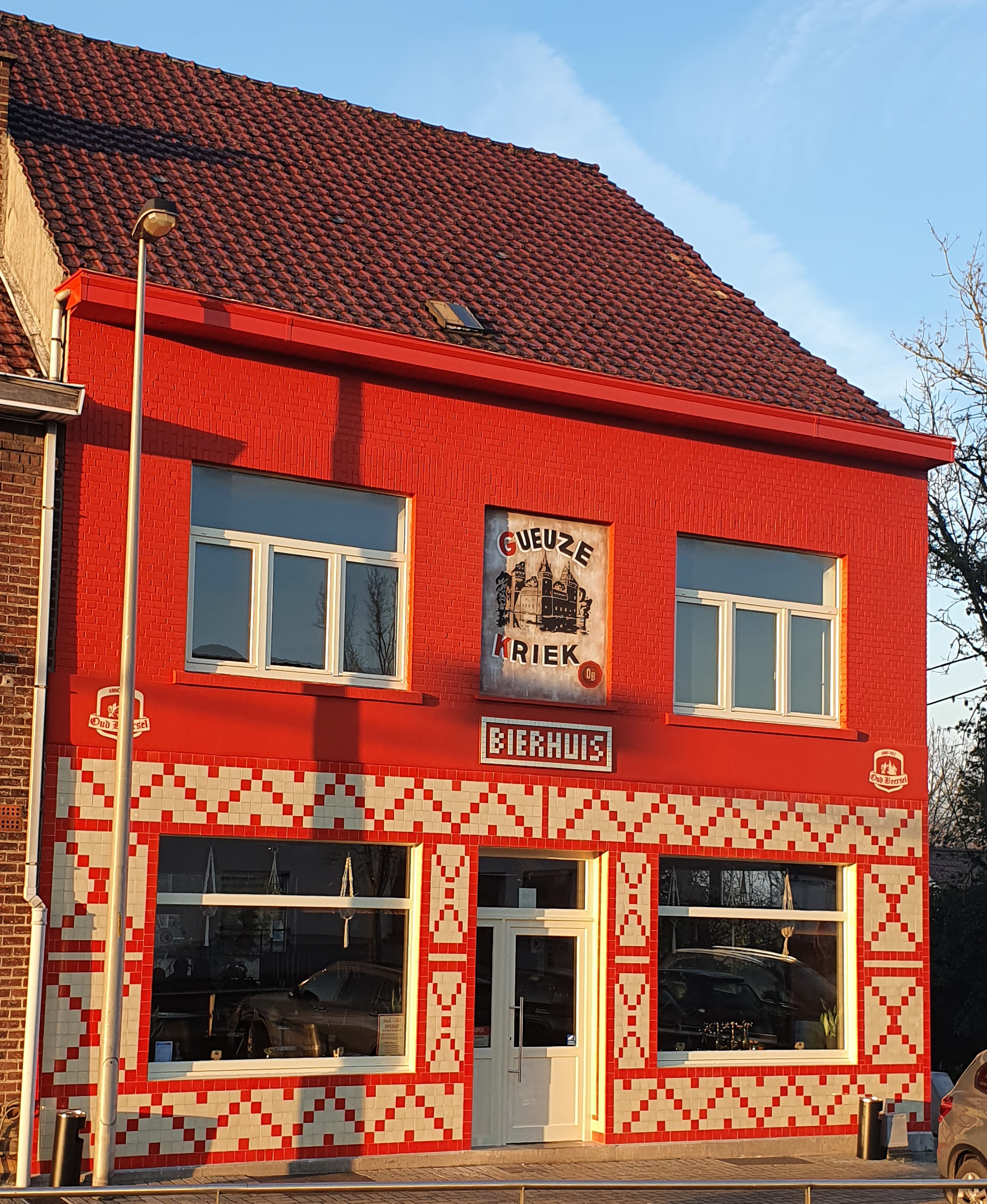
Le café "Bierhuis" en 2022.

La brasserie est membre du Haut conseil pour lambiques artisanales (HORAL) dont Gert Christiaens est le président. Horal organise le "Toer de Geuze" chaque deux ans.
En 2022 Gert Christiaens a rouvert l'ancien café "Bierhuis" à côté de la brasserie après une longue rénovation et restauration.

## Principales bières
- Oude Geuze/Vieille Gueuze titrant 6,0% en volume d'alcool, assemblage de lambics d'1, 2 et 3 ans refermenté en bouteilles pour une durée de minimum 6 mois.
- Oude Kriek/Vieille Kriek titrant 6,5% en volume d'alcool issue de la fermentation de griottes dans des lambics de 6 mois pendant 6 mois, et puis de l'assemblage du lambic fruité qui en résulte avec des lambics de 2 ans pour obtenir à la fin une concentration de 400 gr de fruits par litre.
- Bersalis Tripel titrant 9,5% en volume d'alcool est une bière triple de fermentation haute brassée avec des épices de coriandre.